# Kastell Hesselbach
Das Kastell Hesselbach war ein römisches Numeruskastell der älteren Odenwaldlinie des Neckar-Odenwald-Limes. Das heutige Bodendenkmal befindet sich auf dem Gebiet von Hesselbach, einem Ortsteil der Stadt Oberzent im Odenwaldkreis. Die einstige Fortifikation ist das am besten erforschte Militärlager des Odenwaldlimes und das südlichste Limeskastell Hessens. Das Kastell Hesselbach dient als „Referenz-Kastell“ für nahezu alle anderen Militärlager des Odenwaldlimes, die hier gewonnenen Erkenntnisse werden in der Provinzialrömischen Archäologie zur Interpretation des gesamten Limesabschnitts zwischen Main und Neckar herangezogen.

## Lage

Lage des Kastells Hesselbach
(Grabung 1895)

Das ehemalige Kastell Hesselbach liegt am nordöstlichen Ortsrand von Hesselbach auf einem als Wiesenfläche genutzten, nicht überbauten Gelände am östlichen Ortsrand, unweit der heutigen hessisch-bayrischen Landesgrenze. Vor seiner Prätorialfront (Vorderfront) und vor den beiden Flanken verlaufen moderne Straßen, an die Dekumatseite (Rückfront des Kastells) schließt das Hof- und Weidegelände eines landwirtschaftlichen Betriebes an. Die Konturen der ehemaligen Umwehrung zeichnen sich deutlich im Gelände ab.
Topographisch befindet sich das Kastell in 489 m ü. NHN auf dem Plateau eines Höhenrückens, der sich von der Mündung der Mümling bei Obernburg bis in die Gegend um Schloßau im SSO erstreckt. Das Plateau mit seinen nährstoffarmen Buntsandsteinverwitterungsböden in relativ rauem Klima bot und bietet nicht gerade die besten Voraussetzungen für menschliche Ansiedlungen. Doch verläuft der Buntsandsteinrücken parallel zur Mümling auf relativ gleichmäßiger Höhe, weshalb er sich wahrscheinlich als Grenzlinie besonders anbot. Vorrömerzeitliche Funde fehlen in dieser Gegend und auch das römische Fundmaterial weist auf eine rein militärische, bestenfalls eine sehr kurzfristige zivile, nachkastellzeitliche Nutzung des Platzes hin.

## Forschungsgeschichte und Bedeutung
Das Kastell Hesselbach fand bereits bei Ernst Christian Hansselmann (1699–1776) 1768 eine kurze Erwähnung. Eine ausführlichere Beschreibung erfolgte ein halbes Jahrhundert später bei Johann Friedrich Knapp (1776–1848), der den Odenwaldlimes im Auftrag des Grafen Franz I. zu Erbach-Erbach (1754–1823) untersuchte. Von der hessischen Limeskommission wurde der Kastellbereich vermutlich nur oberflächlich untersucht, die Identifikation der Befunde mit einem Kastell überhaupt in Frage gestellt, da lediglich an einer Stelle festes Mauerwerk nachgewiesen werden konnte. Im Jahre 1895 wurden die Ausgrabungen der Reichslimeskommission unter der Leitung des Streckenkommissars Friedrich Kofler (1830–1910) durchgeführt. Die Veröffentlichung der Ergebnisse fand bereits 1896 statt.
Um konstruktive Details noch erhaltener römischer Kastelltoranlagen zu studieren, besuchte 1961 der provinzialrömische Archäologe Dietwulf Baatz (1928–2021) das tripolitanische Limeskastell Gholaia. Analog übertrug er seine zur Diskussion gebrachten Beobachtungen auf zeichnerische Rekonstruktionen der Torbauten am Kastell Hesselbach. Baatz hatte anschließend auch die wissenschaftliche Leitung der umfangreichen Untersuchungen mit den damals modernsten Methoden inne, als Hesselbach von 1966 bis 1968 durch das Saalburgmuseum ergraben wurde. Diese Grabungen sowie die hieraus resultierende Publikation waren wegweisend für weitere Forschungen am Odenwaldlimes. Seit der Grabungskampagne der 1960er Jahre gilt das Kastell Hesselbach als das am besten erforschte Numeruskastell des Odenwaldlimes, vor allem, weil im Unterschied zu anderen Odenwaldkastellen die Innenbebauung umfassend erschlossen und dokumentiert werden konnte. Die Innenbebauung der anderen Numeruskastelle der Odenwaldlinie wird seither oft analog zu der des Kastells Hesselbach rekonstruiert.

## Befunde

Kastellgrundriss nach den Befunden von 1895

Während sich die Ausgrabungen der Reichs-Limeskommission Ende des 19. Jahrhunderts in erster Linie der Kastellumwehrung gewidmet hatten (es war auch mit den feldarchäologischen Methoden jener Zeit noch gar nicht möglich, die komplexen und diffizilen Befunde der Innenstrukturen zu erfassen), lag der Schwerpunkt der Untersuchungen der 1960er Jahre auf der Erforschung des Lagerinneren. Bei beiden Befundkomplexen gelang es, mehrere Bauphasen voneinander zu differenzieren. Da kein gesicherter stratigraphischer Zusammenhang zwischen den Perioden der Umwehrung und den Phasen der Innenstrukturen hergestellt werden konnte, wurden unterschiedliche Bezeichnungen gewählt. Es ist jedoch aufgrund der Befunde und der Verteilung des Fundmaterials erlaubt, Korrelationen zwischen diesen herzustellen.
Zeitliche Korrelationen zwischen den Bauphasen der Umwehrung und der Innenstrukturen:
| Umwehrung                      | Innenbebauung                   | von                 | bis                 |
| Umwehrung A                    | Periode 1                       | trajanisch          | 115–130             |
| Umwehrung B                    | Periode 2                       | 115–130             | um 145              |
| Umwehrung C                    | Periode 2a                      | um 145              | 148–161 (154–161 ?) |
| zum Teil zerstörte Umwehrung C | Periode 3 (nachkastellzeitlich) | 148–161 (154–161 ?) | spätestens 165      |

### Umwehrungen

Rekonstruktion der Porta praetoria, Innenansicht, Umwehrung C

Die Form und der Umfang (und somit die eingeschlossene Fläche) der Umwehrungsanlagen des Kastells Hesselbach änderten sich während der verschiedenen Bauphasen nicht oder nur in Details. Die verschiedenen Mauern lagen nahezu übereinander. Das gesamte durch die Wehranlagen definierte Kastellgelände nahm zu allen Zeiten eine Fläche von rund 6000 Quadratmetern ein. Ebenfalls während der gesamten Zeit seiner Existenz war das Vordertor (Porta praetoria) der Fortifikation zum Limes hin ausgerichtet, der das Kastell in nur etwa 150 Meter Entfernung östlich passierte. Auffällig ist, dass die Porta principalis dextra (rechtes Seitentor) und nicht die Porta praetoria die größte Durchfahrtbreite besaß, was dafür spricht, dass dieses Seitentor die Funktion eines „Haupttores“ übernahm. Die Konturen der Kastellumwehrung sind im größtenteils nicht überbauten Wiesengelände noch heute gut zu erkennen, die moderne Wegführung läuft außen um das Kastell herum. Eine Schautafel mit Erläuterungen ist im Norden des Kastells zu finden.

#### Umwehrung A
Die älteste „Umwehrung A“ entstand zusammen mit dem Kastell in trajanischer Zeit und war gänzlich in Holz-Erde-Bauweise ausgeführt. Die hölzerne Palisade wurde nach hinten, also zum Lagerinneren hin, mit einem durch Holzpfähle verstärkten Erdwall stabilisiert, der gleichzeitig die Funktion hatte, einen einfachen Wehrgang zu tragen. Vor dieser Holz-Erde-Mauer befand sich – nach einer schmalen Berme – ein Spitzgraben in Form einer sogenannten fossa Punica („Punischer Graben“). Bei der fossa Punica war die dem Feind zugewandte Böschung des Grabens deutlich steiler eingetieft als die zum Lager hin weisende. In dieser frühen Phase besaß die Umwehrung nur drei Tore: neben der Porta praetoria gab es eine Porta principalis dextra (rechtes Seitentor) und eine Porta principalis sinistra (linkes Seitentor). Die Porta decumana (rückwärtiges Tor) fehlte und konnte auch nicht in Form einer reduzierten Schlupfpforte nachgewiesen werden, wie sie von der letzten Bauphase her bekannt ist. Die Tore waren von hölzernen Tortürmen flankiert, wobei jeder einzelne von sechs Pfosten getragen wurde. Alle Indizien sprechen für das Fehlen von Ecktürmen, jedoch können diese nicht mit letzter Sicherheit ausgeschlossen werden.

#### Umwehrung B
In hadrianischer Zeit, genauer zwischen 115 und 130, wurde die hölzerne Umwehrung durch eine zweischalige Trockenmauerkonstruktion ersetzt. Diese Konstruktion, die sogenannte „Umwehrung B“, besaß eine Gesamtbreite von 5,00 bis 6,90 Metern. Der Raum zwischen der bis zu 1,50 Meter breiten äußeren Mauerschale und der etwas schmaleren inneren Mauer war mit von Knüppelholzeinlagerungen durchsetzter Erde verfüllt. Die Mauerschalen waren aus unbehauenem lokalem Buntsandstein ausgeführt. Die Konstruktion trug einen möglicherweise mit Holzbohlen befestigten Wehrgang und auf der Feindseite eine aus Brettern oder Flechtwerk bestehende Brustwehr. Die in der Phase A angelegte fossa Punica diente weiterhin als Wehrgraben, war allerdings im Laufe der Jahre so weit zugeschwemmt, dass sie keine prägnante Spitze mehr besaß. Ebenfalls ohne Veränderung übernommen wurden die hölzernen Torbauten. Das Lager besaß weiterhin nur diese drei Tore, die in der späteren Bauphase festgestellte Schlupfpforte an der Dekumatfront konnte für diese Periode nicht festgestellt werden. In dem hierfür anzunehmenden Bereich wurde stattdessen ein Abwasserkanal angelegt, der eine in der Retentura (rückwärtiger Lagerteil) unmittelbar an der Umwehrung eingebaute Latrine entsorgte.

#### Umwehrung C

Umwehrung C, Mauerdetails (1895)

Porta principalis dextra
Umwehrung C (1895)

Zwischen 140 und 150 unserer Zeitrechnung wurde die Trockenmauer durch eine gemörtelte Mauer ersetzt. Die neue Wehrmauer orientierte sich am Verlauf der alten „Umwehrung B“, vor deren Außenmauer sie errichtet wurde. Nur an einzelnen Stellen wird die Front der älteren Mauer von der neuen Konstruktion überschnitten. Hinter der Mauer wurde ein Erdwall angeschüttet, der jedoch zum Lagerinneren hin nicht vollständig geböscht war, sondern die Innenschale der Trockenmauer als stützende Begrenzung nutzte. Das Fundament der Mauer war 80 Zentimeter eingetieft und besaß eine zwischen 1,0 und 1,2 Meter schwankende Breite, die Stärke des Aufgehenden betrug am Mauerfuß rund 95 Zentimeter. Als Baumaterial diente lokaler Buntsandstein, den die Erbauer mit Kalkmörtel vermauert hatten. Dieser Mörtel stammte aus nicht allzu weit entfernten Muschelkalkvorkommen im Odenwald. Die Steine auf der Innenseite waren klein und nur grob behauen, während die Quader der Außenseite größer und sehr sorgfältig ausgeführt worden waren. Oberhalb der Brustwehr war die Außenmauer vermutlich mit Zinnen besetzt. Der möglicherweise ursprünglich vorhandene, üblicherweise mit roten Scheinfugen übermalte weiße Außenverputz konnte nicht mehr festgestellt werden. Er ist wahrscheinlich in dem sauren Boden Hesselbachs vollständig erodiert, kann analog zu anderen Kastellen und Wachtürmen allerdings mit ziemlicher Sicherheit angenommen werden.
Im Zuge der Neuanlage der Mauer wurde auch der – inzwischen zumindest stellenweise zugeschwemmte – Verteidigungsgraben durch einen neuen ersetzt. Er war durch eine 60 bis 80 Zentimeter breite Berme von der Mauer abgesetzt und besaß bei einer Tiefe von rund 1,50 Metern eine Breite von etwa sechs Metern. Es ist anzunehmen, dass dieser Graben dementsprechend in einem Verhältnis von fünf römischen Fuß zu 20 römischen Fuß konzipiert worden.
Auch die Tore wurden von Grund auf neu errichtet. Zu den bisher vorhandenen drei großen Toranlagen kam eine kleine Schlupfpforte auf der Dekumatseite (Rückfront des Kastells) hinzu. Die großen Tore waren weiterhin von zwei Türmen flankiert, die vermutlich nicht nur mittels einfacher Wehrplattformen, sondern durch überdachte Torhäuser miteinander verbunden waren. Hierfür spricht der Umstand, dass sich nicht nur auf der Feindseite, sondern auch auf der Innenseite kräftige Torbögen befanden. Denn während solche Bögen an der Außenseite aus fortifikatorischen Gründen notwendig sein könnten, machen sie auf der Innenseite nur aus statischen Gründen Sinn. Die lichte Durchfahrtsweite betrug bei der Porta principalis dextra 3,40 Meter, bei den beiden anderen Toren, der Porta praetoria und der Porta principalis sinistra je drei Meter. Bei der neuen, rückwärtigen Schlupfpforte, die in dieser Form auch in den Kastellen Würzberg und Eulbach angetroffen wurde, handelt es sich um ein einfach gehaltenes Tor mit einem lichten Durchlass von nur 1,25 Meter, das möglicherweise durch einen Sperrbalken gesichert wurde. Vor der Pforte war der Grabenverlauf nicht unterbrochen, eine Pfostengrube weist auf einen möglichen Holzsteg an dieser Stelle hin.
Auch in dieser Bauphase gab es keine Ecktürme. Die abgerundeten Ecken der Mauer waren jedoch an der Außenseite mit schwach vorspringenden Risaliten versehen. Diese nicht recht erklärbare Eigenart des Mauerbaus findet sich auch beim Kastell Oberscheidental.

### Innenbebauung

Grundriss
(Grabungsbefunde 1964–66)

Die Innenbauten bestanden in allen kastellzeitlichen Perioden aus dem zentralen Stabsgebäude (Principia), vier Mannschaftsbaracken mit den Stuben (Contubernia), der Kommandeurswohnung (Praetorium) sowie Magazinen und Ställen. Die Existenz der Principia macht deutlich, dass hier ein taktisch selbständiger Verband stationiert war, ein Numerus mit einer Besatzungsstärke von ungefähr 160 Mann. In der Praetentura, dem vorderen Lagerbereich, waren Stallungen und Magazine untergebracht. Das Zentrum wurde, wie bei römischen Militärlagern üblich, von den Principia beherrscht. In der Retentura, dem rückwärtigen Lagerteil, befanden sich unmittelbar hinter den Principia das Praetorium und – die Principia flankierend – rechts und links jeweils zwei Mannschaftsbaracken. Alle Bauten bestanden aus Holz, wodurch sie nur noch anhand der Bodenverfärbung ihrer Pfostengräben und -löcher identifizierbar sind, ein Umstand, mit dem die frühen Ausgräber noch nicht hinlänglich vertraut waren, sodass mit den grabungstechnischen Methoden jener Zeit kaum Befunde der Innenbebauung erfasst werden konnten.

#### Periode 1
Die Principia, das Stabs- und Verwaltungsgebäude (in Publikationen über Hesselbach auch als „Gebäude 5“ bezeichnet) bedeckten in dieser Periode einschließlich der Vorhalle eine Fläche von etwa 10,5/10,8 Meter mal 18,0/18,2 Meter, insgesamt also etwas weniger als 200 Quadratmeter. Eine ungenaue Bauausführung sowie unklare und zum Teil gestörte Befunde erschweren jedoch die Zuweisung wirklich exakter Bemaßungen. Möglicherweise war der Bau ursprünglich auf eine Größe von 36 mal 45 römische Fuß konzipiert worden. Man betrat die Principia durch eine etwa 4,2/4,4 mal 10,7 Meter große offene Vorhalle. Diese Halle überdeckte die Via principalis (Lagerhauptstraße, welche die beiden seitlichen Lagertore miteinander verband) und öffnete sich mit ihrer Front zur Via praetoria (vordere Lagerhauptstraße) und zur Porta praetoria (Vorderes Lagertor, Haupttor) hin. Neben den Principia des Kastells Künzing gehört die Kommandantur von Hesselbach zu den ältesten Stabsgebäuden mit Vorhalle. An die Vorhalle schloss sich ein seitlich von zwei Portiken gesäumter Hof an, der zu einer Querhalle (Basilica) überleitete. Die Querhalle (und damit der gesamte Gebäudekomplex) wurde an ihrer Rückseite von einem aus drei Räumen bestehenden Gebäude abgeschlossen. Der mittlere, etwas größere dieser Räume war das „Fahnenheiligtum“ (Aedes principiorum oder Sacellum), die beiden anderen dürften als Verwaltungsräume gedient haben.
Hinter den Principia, in der Mitte der Retentura (rückwärtiger Lagerbereich), befand sich das Wohngebäude des Praepositus Numeri, des Kommandanten (Praepositus) der Garnison („Gebäude 6“). Seine Außenmaße betrugen rund 10,5 mal 15,0 Meter (gut 150 Quadratmeter), vermutlich war es mit einer Bemaßung von 35 mal 50 römischen Fuß angelegt worden. Mit seinem Eingang öffnete sich das Kommandantengebäude zu den Principia hin. Der Eingang führte möglicherweise in einen kreuzförmig angelegten Flur, in dessen Mitte sich eine Art Atrium oder eine Atrium-ähnliche Konstruktion mit Oberlicht befunden haben könnte. In diesem Falle hätten sich sechs etwa gleich große Zimmer und ein kleinerer Raum (vielleicht eine Latrine) in dem Gebäude befunden. Eine andere Interpretation der Befunde lässt aber auch einen lang gestreckten Mittelkorridor möglich erscheinen, der auf jeder Längsseite von vier separaten Räumen flankiert gewesen wäre und dessen Ende ein kleiner Raum gebildet haben könnte. Eine nachgewiesene Herdstelle belegt, dass in dem Gebäude zumindest einzelne Räume beheizbar waren.
Principia und Kommandantenwohnhaus wurden von je zwei Mannschaftsbaracken („Gebäude 1 bis 4“) flankiert. Die insgesamt vier Baracken maßen jeweils etwa 34,6/34,8 mal 4,55 Meter (außen) und waren in neun etwa gleich große Räume von etwa 3,70 mal 4,15 Meter lichter Weite unterteilt, wodurch sich eine Nutzfläche von 15,5 Quadratmeter pro Raum ergab. Ein vergrößerter Raum oder ein Kopfbau für den Unteroffizier war nicht vorhanden. Eine Portikus konnte nicht nachgewiesen werden, ihre Existenz kann jedoch nicht gänzlich ausgeschlossen werden. Dietwulf Baatz ging in seinen Untersuchungen davon aus, dass die Contubernien jeweils mit vier bis fünf Soldaten belegt gewesen sein dürften, sodass, wenn ein Raum für den Unteroffizier abgezogen und die mögliche geringere Belegungsdichte einiger Räume, in denen Chargen untergebracht gewesen seien, berücksichtigt würde, von einer Barackenbelegung mit rund 32 Mann ausgegangen werden könne. Hierdurch ergäbe sich eine Barackenbelegung mit rund 128 Mannschaften, sodass einschließlich Unteroffizieren und Offizieren von einer Gesamtstärke von 130 bis 140 Mann ausgegangen werden könnte. Allerdings betonte Baatz den hypothetischen Charakter seiner Überlegungen, die lediglich eine ungefähre Vorstellung von der Stärke des Numeruskastells vermitteln sollten.
In der Praetentura, dem vorderen Teil des Lagers, wurden insgesamt drei größere Bauten nachgewiesen. Die Interpretation der Befunde ist auf Grund der in diesem Bereich sehr starken Bodenerosion nicht gänzlich gesichert. Das „Gebäude 7“ im südöstlichen Bereich des Kastells wird als Speichergebäude oder Magazin, möglicherweise einschließlich der in den Principia fehlenden Armamentaria (Waffenkammern) interpretiert. Die beiden 4,30 mal 10,60 Meter und 4,30 mal 13,50 Meter großen „Gebäude 8 und 9“ im Nordwesten des Lagers wurden mit einiger Wahrscheinlichkeit als Ställe angesprochen, davor befand sich möglicherweise eine Backofengruppe.
Alle Gebäude der Periode 1 wurden in Holzbauweise errichtet. Reparaturen und Zerstörungen konnten an keiner Stelle nachgewiesen werden, die Bauten wurden offenbar planmäßig niedergelegt, bevor sie baufällig wurden, um Platz für die Errichtung neuer Gebäude zu schaffen.

#### Periode 2

Grundriss zweier Mannschaftsbaracken (Bauten 1–2 der Periode 2/2a)

Die Struktur des Kastells in der Periode 2 entsprach in etwa der Gliederung der Periode 1. Auch die Bautechnik war weitestgehend identisch, es wurden jedoch kräftigere Holzpfosten als zuvor verwendet. Die Gebäude waren so lange in Gebrauch, bis sich die Notwendigkeit zu Reparaturmaßnahmen ergab. Die Phase der dann einsetzenden Instandsetzungsmaßnahmen wird als Periode 2a differenziert.
Der Grundriss der Principia (so genanntes „Gebäude 5“) ähnelte dem der Periode 1, jedoch ragte die Vorhalle seitlich über die beiden Fluchten des restlichen Gebäudekomplexes um jeweils etwas mehr als einen Meter hinaus. Die Halle besaß eine Breite von 6,3 bis 6,4 Meter, eine Länge von etwa 14,3 Metern, war in offener Bauweise konstruiert und überdeckte die gesamte Breite der Via Principalis. Von der Vorhalle aus gelangte man in einen kleinen, 3,8 Meter breiten und 7,7 Meter langen Hof, der an seinen Schmalseiten von 1,8 Meter tiefen Portiken gesäumt war. An den Hof schloss sich eine Querhalle mit einer lichten Breite von 6,9 Metern und einer Länge von 11,5 Metern an. In den unterschiedlichen Proportionen zwischen dem Hof mit seinen Portiken und der Querhalle besteht der augenfälligste Unterschied zum Grundriss der Periode 1. Der Platz für den Hof reduzierte sich zugunsten des Raums für die Halle. Eine Besonderheit innerhalb der Querhalle war der Nachweis einer knapp 1,50 Meter durchmessenden Zisterne mit kanalisiertem Abfluss zur Rückseite des Kastells hin. Vermutlich wurde das Wasser bei kultischen Handlungen benötigt, die in den Principia durchgeführt wurden. Auf die Querhalle folgte, den Gebäudekomplex an seiner Rückseite abschließend, wie schon in der Periode 1 eine dreiräumige Zimmerflucht. Der mittlere, etwas größere Raum, war das Fahnenheiligtum (Aedes oder Sacellum), das im Gegensatz zur Periode 1 an der Rückwand der Principia über die Flucht des Gebäudes leicht nach außen vorkragte. Dieser Vorsprung wurde in der (Reparatur-)Periode 2a zurückgenommen, sodass die Rückfront des Gebäudekomplexes wieder eine einheitliche Flucht bildete. Die zuweilen bei Fahnenheiligtümern vorkommende Unterkellerung konnte in Hesselbach für die zweite Bauphase ebenso wenig wie für die erste festgestellt werden und erscheint überdies aufgrund der Bodenverhältnisse (Staunässe) unwahrscheinlich.
Das „Gebäude 6“, das vermutliche Wohnhaus des Praepositus Numeri, besaß Außenmaße von rund 11,7 mal 10,8 Metern. Es war ein Korridorhaus mit einem Mittelflur, der von je drei Räumen gesäumt war. Alle sechs Räume waren mit ungefähr 15 Quadratmeter etwa gleich groß, wenigstens vier von ihnen waren mit Herdstellen beheizbar. Das Gebäude war mit seinem Haupteingang auf die Principia ausgerichtet. Ein zweiter Eingang auf der Gegenseite kann nicht ausgeschlossen werden, jedoch war dieser Bereich durch eine neuzeitliche Grube gestört. Möglicherweise könnte sich an diesem Ende des Korridors eine Latrine befunden haben.
Wie in der Periode 1 wurde das Ensemble aus Principia und Kommandantur von zwei Mannschaftsbaracken („Gebäude 1 bis 4“) auf jeder Seite flankiert. Im Gegensatz zur frühen Bauphase verfügten diese sowohl über Kopfbauten als auch über Portiken.
In einem besonders guten Erhaltungszustand befand sich die „Baracke 4“. Sie erstreckte sich bei einer Breite (mit Portikus) zwischen 7,30 und 7,45 Metern über eine Länge von 34,8 Meter und setzte sich aus einer Flucht von sieben Contubernien mit vorgelagerter Portikus sowie einem Kopfbau für den Centurio oder/und die Unteroffiziere zusammen. Die lichte Breite der Portikus bewegte sich zwischen 1,6 und 1,7 Meter. Auf die sieben Contubernien entfielen 27,4 Meter der Gesamtlänge, jedes einzelne Contubernium dürfte eine Nutzfläche von etwas mehr als 19 Quadratmetern besessen haben. Jedes Contubernium bestand aus einem einzelnen, nicht weiter unterteilten Raum mit einer Herdstelle, die sich ungefähr mittig an der Zwischenwand zu einem Nachbarcontubernium befand. Die Herdstellen besaßen in etwa das Aussehen noch heute gebräuchlicher offener Kamine: Hinter einer feuerfesten Bodenplatte befand sich ein Rauchabzug und oberhalb der Feuerstelle ein Rauchfang. Die Herdstellen dienten der Zubereitung der Mahlzeiten und als Heizung in den kälteren Jahreszeiten. Der Kopfbau der „Baracke 4“ besaß einen annähernd quadratischen Grundriss von etwa 7,4 Meter Seitenlänge, woraus sich eine Gesamtwohnfläche von 53 Quadratmeter ergibt. Er bestand (in der Fortsetzung der Portikus) aus einem Korridor sowie zwei Räumen, von denen jeder mit einer Heizstelle versehen war. Jeweils zwei Baracken (1 und 2 sowie 3 und 4) bildeten ein Barackenpaar, in dessen Mitte sich ein mit Schotter befestigter Weg befand. Die einzelnen Baracken unterschieden sich in einigen Merkmalen hinsichtlich Form und Größe voneinander:
| Baracke | Länge  | Breite | Kopfbau      | Contubernien, Anzahl | Contubernium, Größe |
| 1       | 35,4 m | 6,45 m | 59 m²        | 6                    | 18,0 m²             |
| 2       | 35,4 m | 7,20 m | 97 m²        | 5                    | 20,8 m²             |
| 3       | 35,0 m | 5,25 m | kein Kopfbau | 9                    | 12,5 m²             |
| 4       | 34,8 m | 7,37 m | 53 m²        | 7                    | 19,4 m²             |

Die „Baracke 3“ war deutlich schmaler als die „Baracke 4“ und besaß keinen Kopfbau, sondern bestand aus neun annähernd gleich großen Contubernien mit jeweils rund 12,5 Quadratmetern Grundfläche. „Baracke 2“ besaß einen überdurchschnittlich großen Kopfbau mit insgesamt drei Räumen und einem vom Hauptkorridor abknickenden Seitenkorridor. In den Kopfbauten der „Baracken 1 und 2“ konnten Latrinen mit Entwässerungskanälen nachgewiesen werden. Ebenfalls für den Kopfbau der „Baracke 4“ ist eine entsprechende Latrine als wahrscheinlich anzunehmen, jedoch war der hierfür in Frage kommende Bereich durch eine neuzeitliche Grube gestört, so dass der entsprechende archäologische Nachweis nicht geführt werden konnte.
Die östliche Hälfte der Praetentura, des vorderen Lagerteils, wurde zur Gänze von dem so genannten „Gebäude 7“ eingenommen. Es handelte sich hierbei um ein komplexes, möglicherweise mehrphasiges Bauwerk mit unregelmäßiger Raumaufteilung. Das Gebäude bedeckte mit seinen Außenmaßen von rund 20,8 mal 13,1 Meter eine Fläche von rund 270 Quadratmeter und verfügte über zwei Eingänge. Da die Retentura (rückwärtiger Lagerteil) vollständig von den Principia, dem Praetorium und den vier Mannschaftsbaracken ausgefüllt war und sich Horreum (Speichergebäude) und Armamentaria (Waffenkammer) folglich nicht dort befinden konnten, interpretierte Dietwulf Baatz diesen Befund als „Mehrzweckgebäude“, das die Funktionen des Speichers und der Waffenkammer unter einem Dach vereinigt habe. Hierfür sprach nach Ansicht des Archäologen auch die Lage dieses Gebäudes unmittelbar an der offenbar als Haupttor dienenden Porta principalis dextra (vgl. weiter oben).
Im westlichen Teil der Praetentura konnten die Fundamentspuren zweier einfacher, im Inneren nicht weiter unterteilter Gebäude nachgewiesen werden. Beide Bauten hatten eine länglich rechteckige Form. Das zur Via Praetoria hin gelegene „Gebäude 8“ war 14,6 Meter lang und 4,0 Meter breit, das zur Umwallung hin gelegene „Gebäude 9“ besaß eine Länge von 14,3 Metern und eine Breite von 5,3 Meter. Analog zu den Befunden der Periode 1 wurden die beiden Bauwerke als Stallungen interpretiert, wofür auch die Beobachtung von Wasserbehältern außerhalb der Gebäude sprach, sowie von Rinnen, die zur Versorgung des Viehs mit Frischwasser und/oder zur Entsorgung der Jauche gedient haben könnten. Die Funktion eines weiteren „Gebäudes 10“, eines einfachen Schuppens von rund 8,0 mal 2,8 Metern Größe, der sich an der Stelle befand, an der für die Periode 1 eine Backofengruppe angenommen worden war, konnte nicht geklärt werden.
Die Lagerstraßen bestanden aus einer mehrschichtigen Schotterung ohne Belag durch größere Steine und ohne Randsteine. Die Form, in der das Lager mit Frischwasser versorgt wurde, ist unklar. Der Umstand, dass keine Brunnen innerhalb des Kastells festgestellt wurden, spricht nicht per se gegen ihre Existenz, da die Kastellfläche nicht vollständig ergraben wurde. Spuren von Wasserbehältern und -rinnen sprechen jedoch eher für eine Versorgung mit fließendem Wasser, möglicherweise aus einem Bereich etwa 250 bis 300 Meter nordöstlich des Kastells, in dem noch heute Quellen aus den Feuchtwiesen zu Tage treten. Dieser vielleicht nicht gänzlich ausreichende Frischwasserzufluss wurde vielleicht durch von den Dächern aufgefangenes Regenwasser ergänzt. Besser geklärt ist die Abwasserentsorgung. Sie erfolgte über mehrere kleinere Rinnen, die in einem größeren Sammelgraben mündeten, der schließlich neben der Porta decumana aus dem Kastell heraus in Wehrgraben führte. An dieser Stelle unweit der Porta decumana sind auch die Latrinen des Lagers zu vermuten, die mit dem abfließenden Brauchwasser gespült worden sein könnten. Archäologisch konnten solche Latrinen jedoch nicht nachgewiesen werden, da der für sie grundsätzlich in Frage kommende Bereich des Lagers nicht ausgegraben worden ist.

#### Periode 2a (Reparaturphase)
Die Periode 2a bezeichnet keine eigenständige Bauphase. Unter diesem Begriff wurden vielmehr alle Reparaturmaßnahmen der Periode 2 ungeachtet ihrer konkreten Zeitstellung zusammengefasst. Keine dieser Maßnahmen führte zu einer fundamentalen Änderung der Grundrisse. So wurden teilweise einzelne Pfosten, im Kopfbau der Baracke 4 ein vollständiger Pfostengraben erneuert, in mehreren Contubernien wurden die Herdstellen verlegt. An den Principia bestand die augenfälligste Veränderung in der Erneuerung der Rückwand des Fahnenheiligtums, die nach der Renovierung nicht mehr aus der rückwärtigen Gebäudeflucht vorsprang.

#### Periode 3 (Nachkastellzeit)
Die Befunde der Periode 3 waren bereits nachkastellzeitlich, die ihnen zugrunde liegende ehemalige Bebauung entstand also erst nach der Vorverlegung der römischen Truppen auf die Linie des sogenannten „Vorderen Limes“ im Bereich Miltenberg-Walldürn-Osterburken und war wahrscheinlich rein ziviler Natur. In dieser Periode wurden entweder keine separaten Bauten errichtet, oder die Bauwerke bestanden aus leichten Holzbauten, deren Spuren in dem später abgetragenen und/oder erodierten Boden nicht mehr auszumachen waren. Möglicherweise wurden auch die alten Kastellbauten zum Teil weiter genutzt, was insbesondere für die „Gebäude 5 und 6“ sowie eventuell für das „Gebäude 10“ nicht gänzlich unwahrscheinlich erscheint. Die Ausgrabungsbefunde der Periode 3 bestanden ausschließlich aus den Resten von Siedlungsgruben. In einer davon wurden die Reste eines Ofens festgestellt, der mit Sicherheit als Rennofen zur Eisenverhüttung identifiziert werden konnte. Die Befundsituation ließ es als gesichert erscheinen, dass dieser Ofen nur einer von mehreren war, sodass mit hoher Wahrscheinlichkeit von einer Nutzung des aufgelassenen Kastellplatzes durch einen eisenverhüttenden Betrieb ausgegangen werden kann. Die Rohstoffe zur Eisengewinnung, namentlich Eisenerz und Holz(-kohle), konnten in der unmittelbaren oder relativen Nähe gewonnen werden. An Holz hatte es in den auch in antiker Zeit dicht bewaldeten Gebieten des Odenwalds keinen Mangel und Eisenerz konnte möglicherweise in Form des sogenannten Raseneisenerzes verwendet werden. Diese Art der Eisengewinnung ist für die nachrömische Zeit auch an anderen Plätzen des Odenwaldes nachgewiesen. Darunter befindet sich eine Stelle in nur einem Kilometer nördlicher Entfernung von Hesselbach. Schon nach einigen wenigen Jahren wurde der Hüttenbetrieb wieder eingestellt, vermutlich mangels Rentabilität infolge der geringen Ergiebigkeit lokaler Erzvorkommen.

## Fundmaterial

### Münzen
Bei den Ausgrabungen in Hesselbach wurden insgesamt nur vier eindeutig bestimm- und datierbare Münzen gefunden, zu wenig, um konkrete und verlässliche Aussagen daraus ableiten zu können. Die Münzen im Einzelnen:
| Einheit           | Darstellung | Prägung   | Prägeort | RIC           | Fundort                                  | Fundjahr | Anmerkungen            |
| Denar             | Vitellius   | 69        | Rom      | 224 Nr. 2 (1) | Pfostengraben der Periode 2              | 1965     |                        |
| As oder Dupondius | Domitian(?) | 81–96 (?) | Rom      |               | innerhalb des „Gebäudes 4“               | 1966     | vollständig korrodiert |
| Denar             | Trajan      | 114–117   | Rom      | 337           | aus einem Brunnen außerhalb des Kastells | 1902     |                        |
| Dupondius         | Hadrian     | 119–121   | Rom      | 601 (c)       |                                          | 1895     |                        |

### Sigillaten
Die Anzahl der in Hesselbach geborgenen  Sigillata-Scherben war mit 24 % (= 224 Stück) des Gesamtaufkommens an keramischen Funden (932 Stück) relativ hoch und lieferte wichtige Anhaltspunkte zur Datierung des Kastells. Die ältesten Fragmente von Bilderschüsseln südgallischer Provenienz ließen sich erst auf das letzte Jahrzehnt des 1., spätestens aber auf den Anfang des 2. Jahrhunderts datieren, frühere Dekorationsweisen fehlten hingegen völlig. Baatz wies bei der Auswertung der Keramik zusätzlich darauf hin, dass die Typen Drag. 29 und Drag. 15 fehlten, Sigillata-Typen, die üblicherweise in Kastellen vorkommen, die unmittelbar nach dem Jahr 90 entstanden sind. Dies wertete er als Indiz dafür, dass der Anfang des Lagers frühestens einige Jahre nach 90 angenommen werden dürfe. Die Verteilung der Sigillata-Typen im Einzelnen:
| Typ                                    | Anzahl Randstücke | Perioden | südgallisch (Ränder) |
| Drag. 18/31 (Teller)                   | 94                | 1 bis 3  | 12 (9)               |
| Drag. 27 (Napf)                        | 47                | 1 bis 3  | 5 (3)                |
| Drag. 33 (Napf)                        | 9                 | 2 bis 3  | --                   |
| Drag. 36 (Teller oder flache Schüssel) | 8                 | 1 bis 2a | 1 (1)                |
| Drag. 37 (Schüssel)                    | 44                | 1 bis 3  | 9 (4)                |
| Sonstige                               | 22                | 1 bis 3  |                      |
| Summe                                  | 224               |          | 27 (17)              |

Aufgrund des relativ hohen Anteils an südgallischer Ware bei den Bilderschüsseln wies Dietwulf Baatz weiterhin einen Errichtungszeitpunkt des Kastells nach dem Jahr 105 als äußerst unwahrscheinlich zurück. Die Verteilung der Bilderschüsseln und Töpferstempel auf glatter Ware setzte sich folgendermaßen zusammen:
| Herkunft                              | Bilderschüsseln | Töpferstempel | Anmerkungen                |
| südgallische Ware                     | 9               | 0             |                            |
| mittelgallische Ware                  | 8               | 1             |                            |
| Ware des Saturninus und des Satto     | 13              | 0             |                            |
| Ware aus La Madeleine                 | 8               | 1             |                            |
| Ware aus Heiligenberg (Elsass)        | 4               | 2             |                            |
| Ware aus Blickweiler                  | 10              | 4             | 3 verschiedene Töpfernamen |
| Argonnenware                          | 0               | 1             |                            |
| ostgallische Ware                     | 0               | 3             |                            |
| nicht gesichert oder nicht bestimmbar | 0               | 5             |                            |
| Summe                                 | 52              | 19            |                            |

Insgesamt gelangte Baatz bei der Auswertung der Sigillaten zu dem Ergebnis, dass die Gründung von Hesselbach in die spätdomitianische bis frühtrajanische Zeit zu datieren, konkret für den Zeitraum zwischen den Jahren 95 und 105 anzunehmen sei.

### Sonstige Keramik
Die gesamte Keramik setzte sich neben der relativ häufig vorkommenden Terra Sigillata aus rauwandiger Ware, Schwerkeramik, glattwandiger Ware, Firnisware und Terra Nigra zusammen, wovon die rauwandige Ware, wie auch anderenorts üblich, den größten Anteil bildete. Rauwandige Ware ist eine durch starke Sandmagerung feuerfest gemachte Keramikart. Daher ist es nicht verwunderlich, dass unter den Funden an rauwandiger Ware Töpfe und Schüsseln dominierten (399 von insgesamt 463 Scherben). Das Fundaufkommen an größerer/gröberer Keramik bestand ausschließlich aus Reibschalen (120 Stück) und Amphoren (elf Stück), tönerne Fässer (so genannte Dolien) waren nicht vorhanden. Die glattwandige Ware bestand überwiegend aus Krügen und Amphoren. Engobierte Ware und Terra Nigra waren in nur geringem Umfang vertreten und beide in unterschiedlichen Materialzusammensetzungen und unterschiedlichen Techniken gefertigt. Die Verteilung des gesamten Keramikaufkommens stellte sich folgendermaßen dar:
| Gattung                  | Randstücke, Anzahl | Randstücke, Anteil | Randstücke, Gewicht |
| rauwandige Ware          | 463                | 50 %               | 13.880 g            |
| Terra Sigillata          | 224                | 24 %               | 4.300 g             |
| Reibschalen und Amphoren | 131                | 14 %               | 13.540 g            |
| glattwandige Ware        | 64                 | 7 %                | 2.685 g             |
| engobierte Ware          | 27                 | 3 %                | 220 g               |
| Terra Nigra              | 23                 | 2 %                | 960 g               |
| Summe                    | 932                | 100 %              | 35.585 g            |

### Sonstige Funde
Metallfunde lagen nur in geringem Umfang vor und waren zudem durch die Bodenverhältnisse in Hesselbach stark korrodiert. Auch gab es keine gesicherte stratigraphische Zuordnung, sodass einzelne Stücke durchaus nachrömisch sein könnten. Namentlich konnten neben mehreren Nägeln bei den Grabungen der 1960er Jahre eine Bronzefibel, eine Bleischeibe, ein eiserner Bohrer und ein eiserner Pfriem, sowie bei den älteren Ausgrabungen ein Eisenmesser und eine eiserne Torpfanne geborgen werden. Unter den  mengenmäßig ebenfalls nicht sonderlich stark vertretenen Glasfunden fielen neben dem Bruchstück einer amethystfarbenen Rippenschale und einigen Bruchstücken weiterer Glasgefäße insbesondere zwei Fragmente von Fensterglas auf.

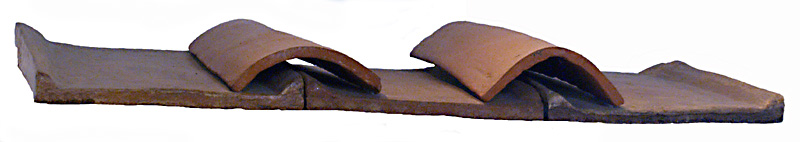
Tegulae (flach) und Imbrices (gewölbt) in der Anwendung

Unter etwas über 100 Ziegelfunden (neun ganze Ziegel und rund 100 Bruchstücke) befanden sich keine gestempelten Exemplare. Mengenmäßig dominierten Lateres (Mauerziegel), daneben fanden sich auch Tegulae und Imbrices (flache und bogenförmige Dachziegel) sowie Wandplatten mit Kammstrichrauung. Die Menge an Dachziegeln insgesamt erlaubt es jedoch nicht, eine Ziegeleindeckung der Kastellinnenbauten oder der Tortürme zu postulieren. Sie können auch von dem anzunehmenden Kastellbad stammen und sekundär oder zweckentfremdet weiterverwendet worden sein. Eine solche Verwendung ist auch für die Wandplatten anzunehmen, die üblicherweise nur an im Hesselbacher Kastell nicht vorkommenden Steinwänden verbaut wurden. Die Ziegel entstammen möglicherweise einer unbekannten Produktionsstätte des Odenwaldes, wofür die Magerung mit Sandsteinpartikeln spricht, wie sie in den regionstypischen Buntsandsteinverwitterungsböden vorkommen.
Insgesamt 70 Sandsteinkugeln von unterschiedlicher Größe und Gewicht (von weniger als 200 Gramm bis hin zu 15–20 Kilogramm) wurden bei den Grabungen des 19. und des 20. Jahrhunderts in Hesselbach gefunden. Sie waren von Friedrich Kofler noch als ballistische Kugeln interpretiert worden. Dietwulf Baatz gelangte hingegen zu dem Ergebnis, dass zum einen die Tortürme des Kastells Hesselbach für die Installation ballistischer Vorrichtungen viel zu klein und zum anderen die Mehrzahl der Kugeln abgeplattet gewesen seien. Letzteres hätte aber beim Abschuss zu einem für die Geschützmannschaften unkalkulierbaren Risiko geführt. Baatz ging weiter davon aus, dass es sich möglicherweise um Handschleudersteine gehandelt haben könnte, aber auch um Steine, die zur Beschwerung, als Kontergewichte oder als Schleif- und Reibesteine dienten.
Naturgemäß gab es in der Form von Architekturteilen weitere Steinfunde, ferner einige Skulpturteile. Unter den Architekturfragmenten dominierten Gesimse, Keilsteine und die für die Bauwerke des Odenwaldlimes typischen Lünetten. Augenfälligster Skulpturenrest war das Fragment eines Reliefs aus rotem Sandstein, von dem nur noch die Darstellung eines 17 Zentimeter langen und fünf Zentimeter erhabenen Phallus mit abgebrochenen Hoden erhalten war. Des Weiteren wurden einige Bruchstücke von Handmühlen geborgen.

## Limesverlauf zwischen dem Kastell Hesselbach und dem Kleinkastell Zwing

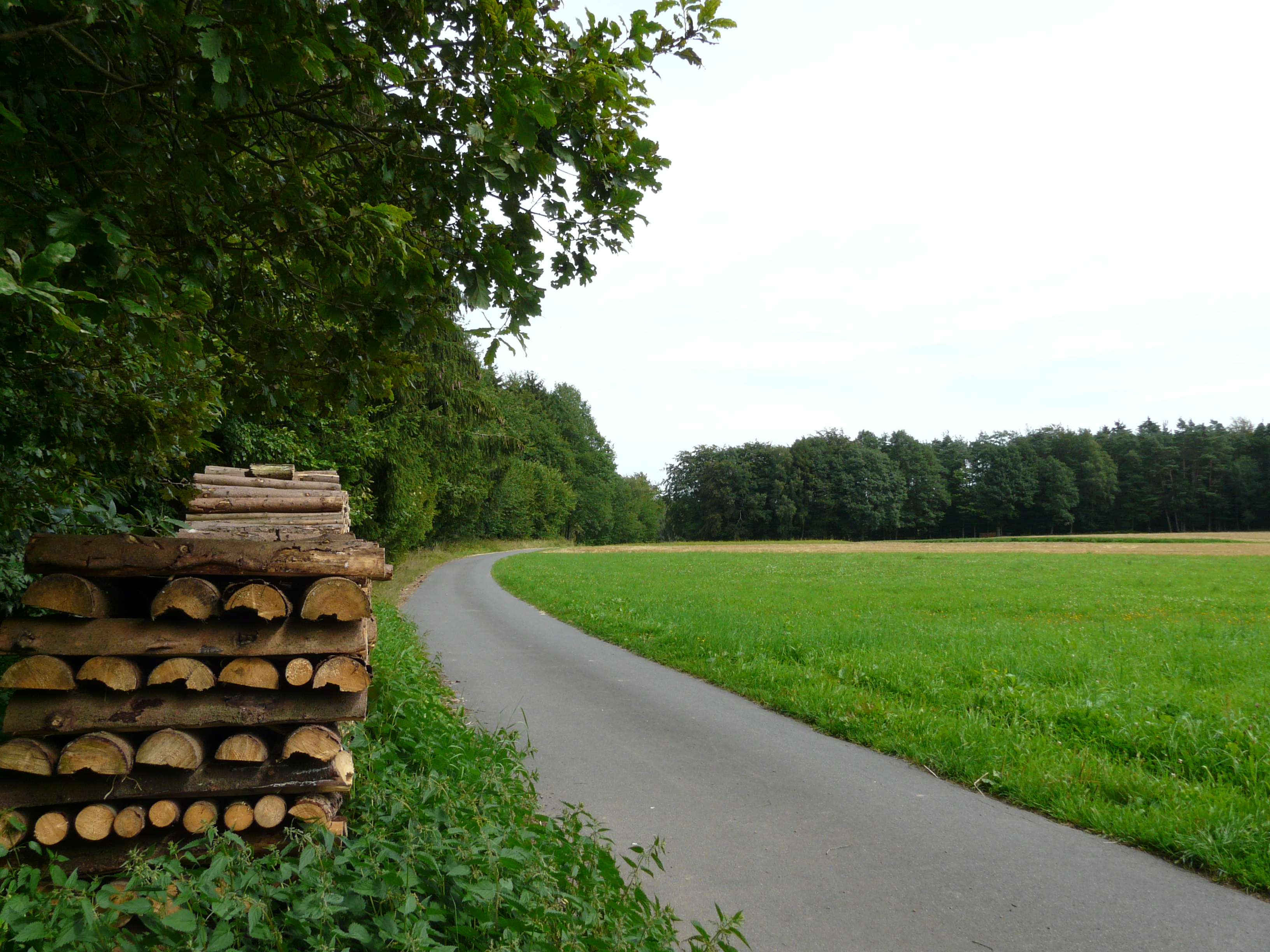
Heutige Geländesituation im Bereich des Limesverlaufs nördlich von Hesselbach

Vom Kastell Hesselbach aus zieht der Limes weiter in südsüdöstliche Richtung auf einem Bergrücken des Odenwaldes, der sich von einem breiten Plateau ausgehend nach Süden hin allmählich zu einem bis zu weniger als einhundert Meter schmalen Berggrat verjüngt. Hierbei tritt er am Ortsrand von Hesselbach in ein dichtes Waldgebiet ein, in dem er streckenweise sehr gut erhalten ist und stellenweise von einer mittelalterlichen Landwehr begleitet wird. Auf diesem Weg steigt er zunächst um rund 55 Höhenmeter an und erreicht in der Nähe der hessisch-badischen Grenze mit etwa 545 Metern ü. NN seinen höchsten Punkt, um anschließend auf badischer Seite, zum Kleinkastell Zwing hin, wieder um gut 50 Höhenmeter abzufallen. Dieser Limesabschnitt gilt als einer der landschaftlich schönsten der gesamten Odenwaldlinie.

Rekonstruktionen der Baulichkeiten des Odenwaldlimes
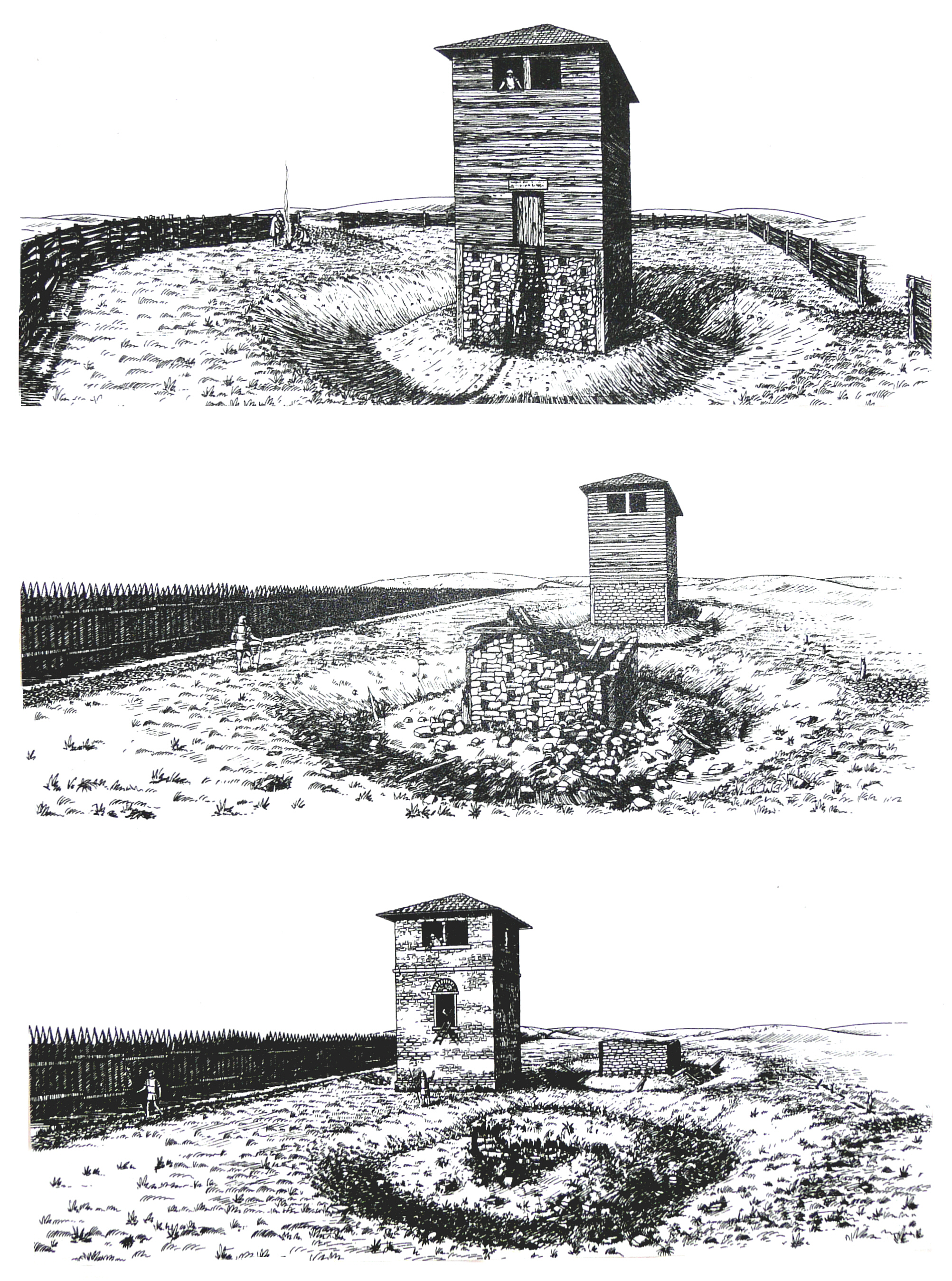
Entwicklung der Bauphasen 1 bis 3 (älterer Holzturm, jüngerer Holzturm, Steinturm)
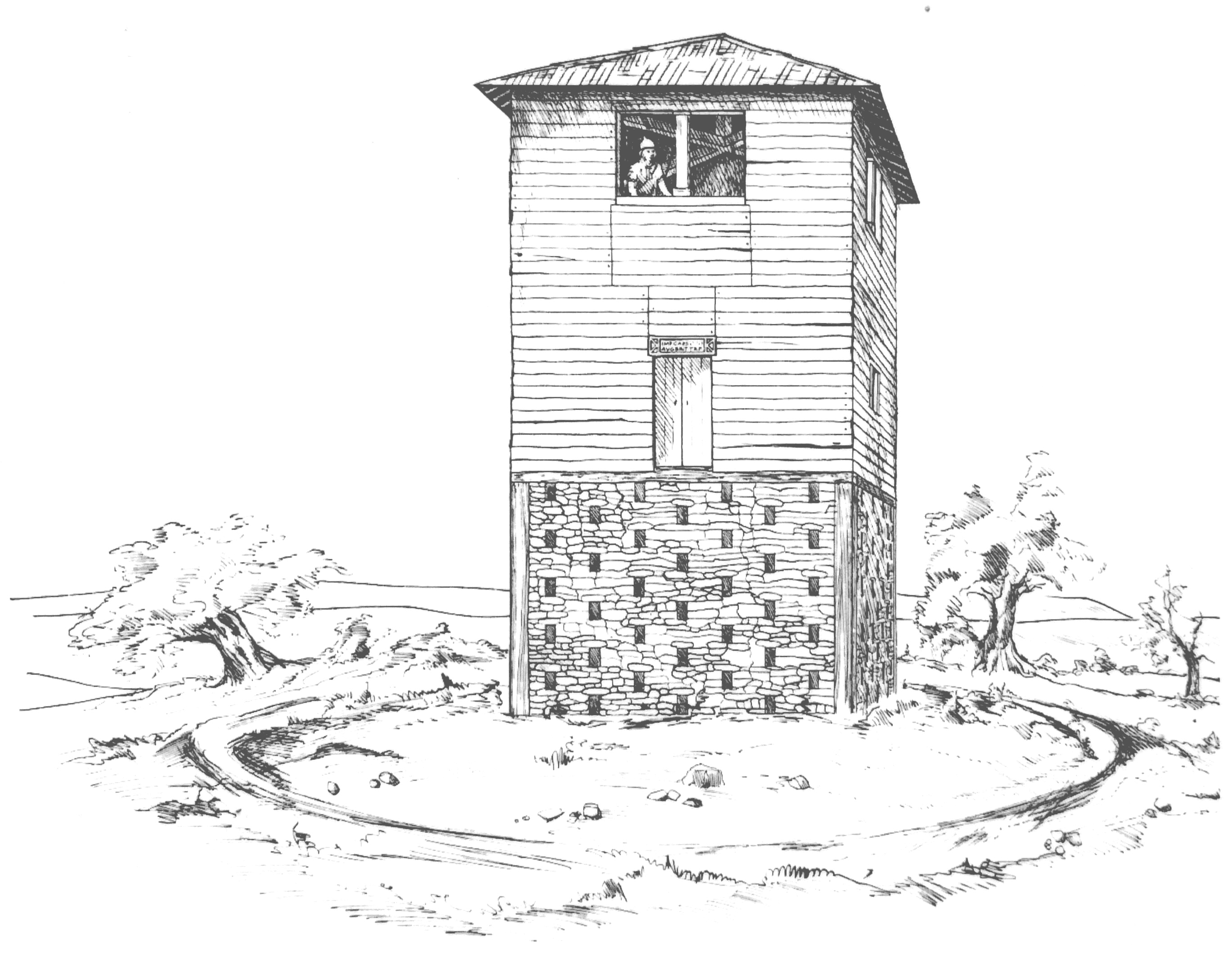
Rekonstruktion eines Holzturms
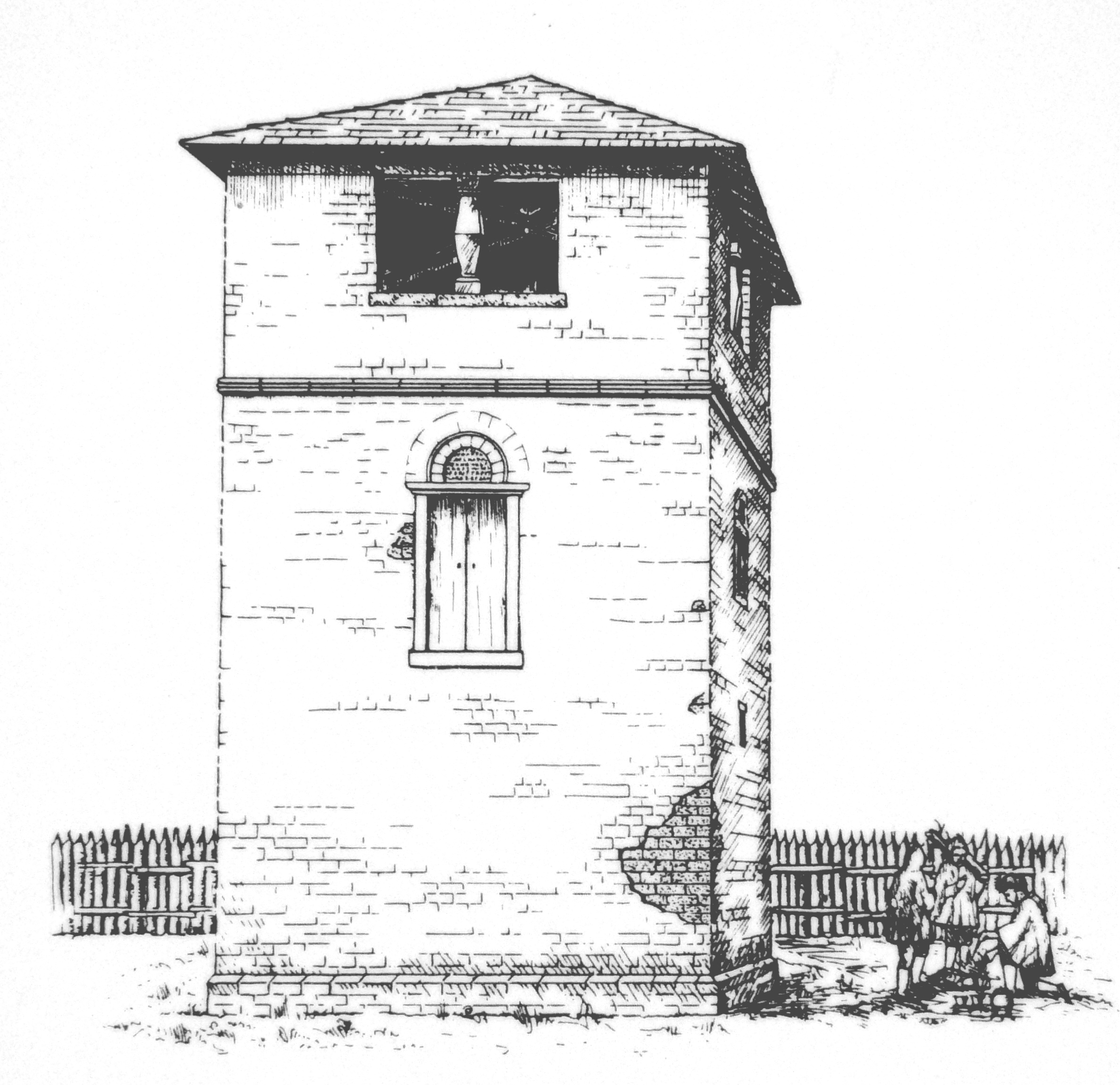
Rekonstruktion eines Steinturms
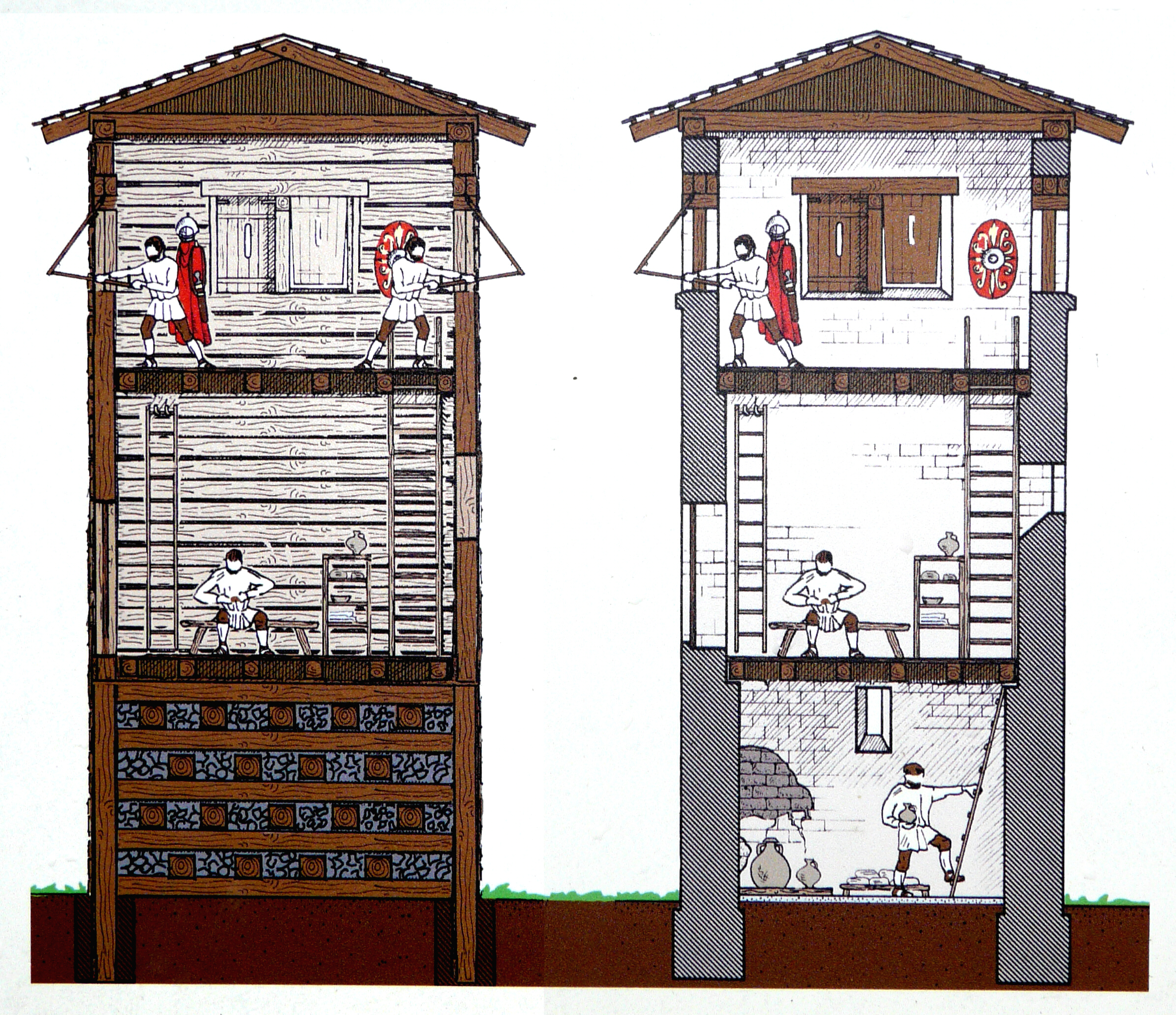
Aufriss eines Holz- und eines Steinturms im Vergleich

| ORL      | Name/Ort                | Beschreibung/Zustand |
| -------- | ----------------------- | --- |
| ORL 50   | Kastell Hesselbach      | siehe oben |
| Wp 10/32 | „Höhenbuckel“           | Turmstelle mit einer durch Ausgrabungstätigkeiten stark in Mitleidenschaft gezogenen Steinturmruine und einer gut wahrnehmbaren Holzturmstelle. Die Turmstelle liegt auf dem Bergrücken, etwas unterhalb des Gipfels und von diesem leicht überhöht. Die Sichtverbindung von den Aussichtsplattformen der Türme reichte von Wp 10/30 im Norden bis zu Wp 10/38 im Süden. Auf Grund der Geländeüberhöhung müssten die Plattformen jedoch eine Höhe von mindestens 7,40 Metern erreicht haben, um von dort wenigstens ein wenig Sicht über den Höhenrücken zu bekommen. Hätte man einen wirklich freien Blick auf das östliche Limesvorland gewinnen wollen, wären noch wesentlich größere Höhen erforderlich gewesen. Möglicherweise war aber die freie Sicht nach Germanien hinein von untergeordneter Bedeutung gegenüber optimalen optischen und akustischen Verbindungen zwischen den einzelnen Wachtürmen selbst. Die Turmstelle gehört zu den Limesbauwerken, die schon Johann Friedrich Knapp Ende des 18./Anfang des 19. Jahrhunderts untersucht hatte. Die Untersuchung durch die Reichs-Limeskommission fand unter Leitung von Eduard Anthes 1895 statt. Der Steinturm besaß einen quadratischen Grundriss von 4,95 Metern Seitenlänge, die Mauerstärke betrug rund einen Meter. In der Versturzschicht fanden sich die Bruchstücke einer inschriftenlosen Steinplatte sowie ein Mauerstein mit nicht klar zu entziffernder und zu deutender Inschrift. Das aufgehende Mauerwerk des während der Untersuchungen durch die Reichs-Limeskommission noch leidlich gut erhaltenen Turms wurde in den folgenden Jahren von den Bewohnern des Dorfes Hesselbach nahezu vollständig abgetragen. Der Holzturmhügel war schon zu Anthes Zeiten stark gestört. Es ließ sich noch das Trockenmauerfundament ermitteln. Dieses besaß einen quadratischen Grundriss von 6,20 Metern Seitenlänge bei einer Mauerstärke von einem Meter. An jeder Seite befanden sich jeweils vier zur Aufnahme von Balken dienende Mauerschlitze. Von der Limespalisade wurde die Turmstelle in einem Abstand von 29,5 Metern (östlich) passiert. Der im Auftrag von Franz I. Graf zu Erbach-Erbach (1754–1823) arbeitende Erbacher Maler Christian Wilhelm Karl Kehrer (1770–1869), schuf von der ebenfalls durch Johann Friedrich Knapp geleiteten Grabungsstelle ein Aquarell, das nicht nur als Gemälde umgesetzt wurde, sondern zu Zwecken der kostengünstigen Vervielfältigung auch als Radierung erschien. - Situation bei der Auffindung der Turmstelle (Ende 18./ Anfang 19. Jh.). - Ausgrabung des Steinturms durch die RLK (1895) - Stark zerwühlte Steinturmstelle (April 2009) - Infotafel an der Turmstelle (April 2009) |
| Wp 10/33 | „Auf dem Kahlen Buckel“ | Die Turmstelle besteht aus zwei Holzturmhügeln mit Ringgräben und einem Steinturm, dessen Fundamente konserviert und rekonstruiert wurden. Sie befindet sich auf dem Kamm des Bergrückens in exponierter Lage, die, unter der Voraussetzung eines baumfreien Vorfelds, eine weit reichende Sicht in alle Himmelsrichtungen ermöglicht haben muss. Die Turmstelle war bereits von Knapp ausgegraben worden und wurde 1888 von Friedrich Kofler und 1889 von Wilhelm Conrady erneut archäologisch untersucht. Die Arbeit der Limeskommission unter der Leitung von Anthes im Jahre 1895 beschränkte sich daher auf einige Nachuntersuchungen. - Lage der Turmstelle Wp 10/33 mit ihren drei Türmen (1895) - Grundrisse der drei Türme (1895) - Stark zerwühlte, nördliche Holzturmstelle mit dem neuzeitlichen Grenzstein (April 2009) - Rekonstruierter Steinturm (April 2009) - Rekonstruierter Steinturm (1986) Das Trockenmauerfundament des südlichen Holzturms hatte einen quadratischen Grundriss mit einer Seitenlänge von 5,75 Metern. Die Stärke des Trockenmauerwerks betrug lediglich 40 bis 50 Zentimeter. An allen Seiten befanden sich vermutlich drei Mauerschlitze, die zur Aufnahme von Balken dienten. Die Pfostenlöcher an den Ecken des Bauwerks hatten einen Durchmesser von 30 Zentimetern und waren 1,20 Meter tief in das Erdreich eingetieft worden. Das Fundament des nördlichen Holzturms besaß ebenfalls einen quadratischen Grundriss. Hier betrug die Seitenlänge fünf Meter, die Stärke der Mauern 90 bis 95 Zentimeter. Auch hier gab es vermutlich drei Balkenschlitze. Die Eckpfosten konnten nicht sicher nachgewiesen werden. Beide Türme waren möglicherweise ursprünglich von ungefähr 2,50 Meter breiten Ringgräben umgeben, die aber nicht genauer erfasst wurden. Der Steinturm besaß einen quadratischen Grundriss mit 5,10 Meter Seitenlänge. Seine Mauerstärke betrug 98 Zentimeter. Vor dem Turm konnte bei den Ausgrabungen ein Stein mit der Bauinschrift geborgen werden. Der Text lautet: Imp(eratori) Caes(ari) divi Hadr(iani) fil(io) T(ito) Ael(io) Hadr(iano) An- tonino Aug(usto) Pio p(ontifici) m(aximo) trib(unicia) pot(estate) VIII co(n)s(uli) p(atri) p(atriae) Brit(tones) Triput(ienses) Claro II et Severo co(n)s(ulibus) Übersetzt: „Dem Imperator Caesar, dem Sohn des vergöttlichten Hadrian, Titus Aelius Hadrianus Antoninus Pius, Pontifex Maximus, zum achten Mal Inhaber der tribunizischen Gewalt, Konsul, Vater des Vaterlandes, von den Britones Triputienses. Im Jahr, in dem Clarus zum zweiten Mal und Severus Konsuln waren.“ Der Inschriftenstein war vermutlich als Fensterlünette eingebaut gewesen. Mit ihm lässt sich die Errichtung des Turmes einer Vexillatio der im Kastell Schloßau stationierten Brittones Triputienses zuweisen und auf das Jahr 146 n. Chr. datieren. Eine Kopie des Steines wurde unmittelbar beim restaurierten Steinturm aufgestellt, das Original befindet sich im Badischen Landesmuseum. Neben dem Inschriftenfund war die Entdeckung von weiteren Architekturteilen der Aussichtsplattform von herausragender Bedeutung. Dieser am gesamten Obergermanisch-Raetischen Limes singuläre Fundkomplex ermöglichte eine einigermaßen gesicherte Rekonstruktion des Aussehens von Limeswachtürmen. Der Abstand der Limespalisade betrug 25,5 Meter zum Steinturm, 26,5 Meter zum nördlichen und 28,5 Meter zum südlichen Holzturm. - Bauinschrift des Steinturms (1895) - Umzeichnung der Bauinschrift des Steinturms (1895) - Original des Inschriftensteines im Römermuseum Osterburken |
| KK       | Kleinkastell Zwing      | → Hauptartikel : Kleinkastell Zwing [ A 25 ] |

## Denkmalschutz

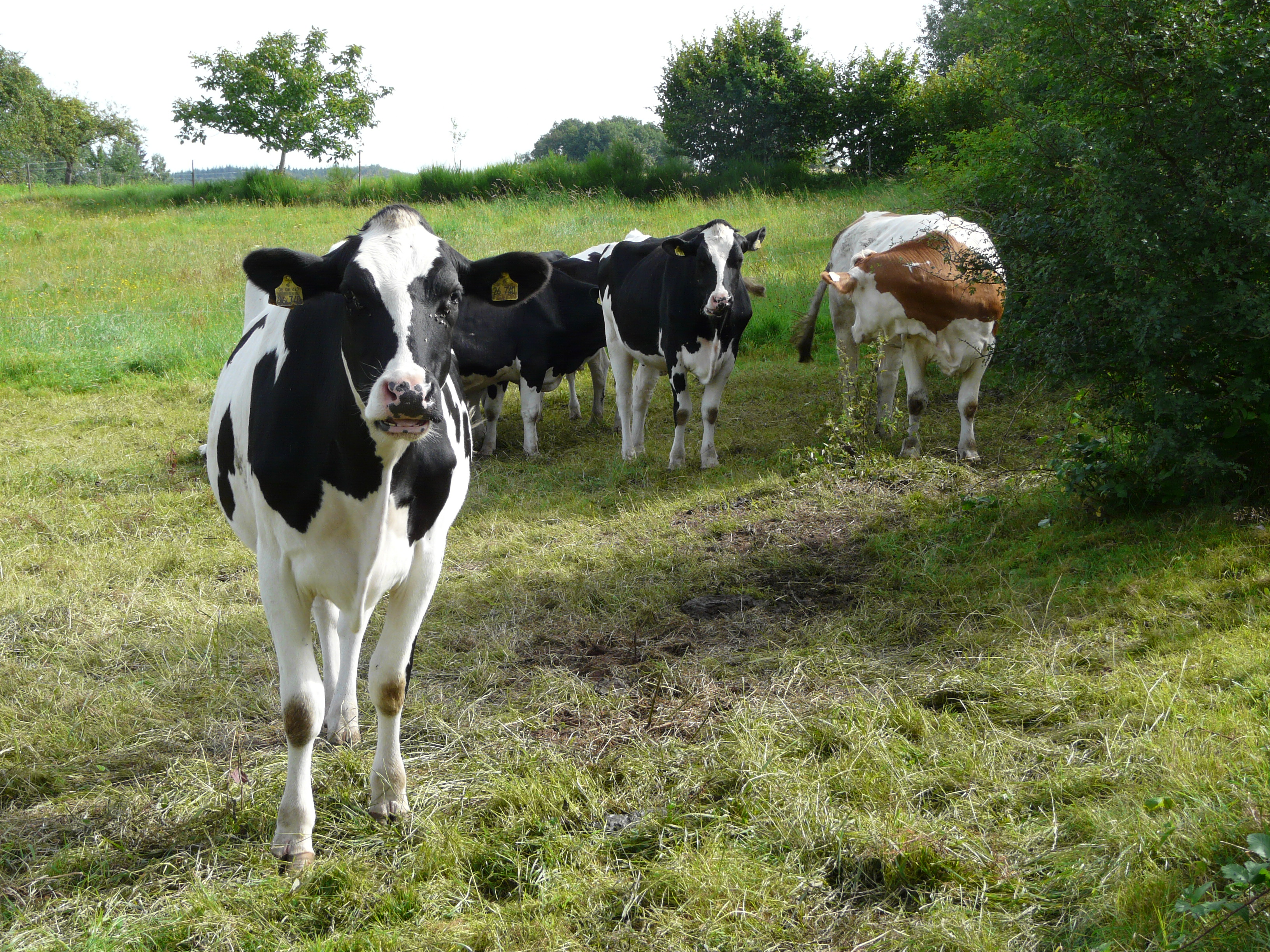
Heutige Situation (Retentura unweit der Porta principalis dextra, August 2009)

Das Kastell Hesselbach und die anschließenden Limesbauwerke sind Bodendenkmale nach dem Hessischen Denkmalschutzgesetz. Nachforschungen und gezieltes Sammeln von Funden sind genehmigungspflichtig, Zufallsfunde an die Denkmalbehörden zu melden.